# Cinque Nazioni 1955
Il Cinque Nazioni 1955 (in inglese 1955 Five Nations Championship; in francese Tournoi des Cinq Nations 1955; in gallese Pencampwriaeth y Pum Gwlad 1955) fu la 26ª edizione del torneo annuale di rugby a 15 tra le squadre nazionali di Francia, Galles, Inghilterra, Irlanda e Scozia, nonché la 61ª in assoluto considerando anche le edizioni dell'Home Nations Championship.
Come l'anno precedente, e per la dodicesima volta nel torneo, la vittoria fu condivisa: a spartirsi il titolo furono di nuovo la Francia, alla sua seconda affermazione assoluta e consecutiva, e il Galles, giunto a quota 19 affermazioni; il risultato maturò proprio all'ultima partita, quando i gallesi si imposero a Colombes e impedirono ai francesi il loro primo Grande Slam di sempre, oltre che appaiarsi in testa alla classifica finale insieme a loro.
La Scozia si scrollò di dosso, infine, l'etichetta di ultima della classe e, battendo il Galles al proprio secondo impegno, pose fine alla serie negativa di 15 sconfitte e tre whitewash consecutivi.
Il valore delle marcature, come stabilito dall’IRFB nel 1948, era: 3 punti per ciascuna meta (5 se trasformata), 3 punti per la realizzazione di ciascun calcio piazzato, mark o drop.

## Nazionali partecipanti e sedi
| Squadra     | Città     | Impianto interno      |
| ----------- | --------- | --------------------- |
| Francia     | Colombes  | Stadio Yves du Manoir |
| Galles      | Cardiff   | Arms Park             |
| Inghilterra | Londra    | Twickenham            |
| Irlanda     | Dublino   | Lansdowne Road        |
| Scozia      | Edimburgo | Murrayfield           |

## Risultati
| Arbitro: | Hartley Elliott |

|                                    |      |  |
| A. Boniface Domenech Dufau J. Prat | mt   |  |
| Vannier                            | c.p. |  |

| Arbitro: | Ossie Glasgow |

|            |    |  |
| A. Edwards | mt |  |

| Arbitro: | Ivor Davis |

|           |    |          |
| Henderson | mt | Domenech |
|           | tr | Vannier  |

| Arbitro: | Michael Dowling |

|                 |      |            |
| Nichol A. Smith | mt   | Brewer (2) |
| Elgie           | tr   | Stephens   |
| Elgie           | c.p. |            |
| Docherty        | drop |            |

| Arbitro: | Sandy Dickie |

|           |      |                      |
| Pedlow    | mt   | Butterfield Hastings |
| Henderson | c.p. |                      |

| Arbitro: | Bobby Mitchell |

|         |      |               |
| Higgins | mt   | Baulon Celaya |
|         | tr   | Vannier (2)   |
|         | drop | J. Prat (2)   |

| Arbitro: | Leslie Boundy |

|           |      |       |
| Swan      | mt   |       |
| Elgie (2) | c.p. | Kelly |
| Cameron   | drop |       |

| Arbitro: | Sandy Dickie |

|                                     |      |           |
| Griffiths C. Meredith Morgan Morris | mt   |           |
| G. Owen (3)                         | tr   |           |
| G. Owen                             | c.p. | Henderson |

| Arbitro: | Cyril Joynson |

|            |      |         |
| Beer Sykes | mt   | Cameron |
| Hazell     | c.p. | Cameron |

| Arbitro: | Ossie Glasgow |

|         |      |                     |
| Baulon  | mt   | H. Morris A. Thomas |
| Vannier | tr   | G. Owen (2)         |
| Vannier | c.p. | G. Owen (2)         |
| M. Prat | drop |                     |

## Classifica
| Pos | Squadra     | G | V | N | P | PF | PS | DP  | Pt |
| --- | ----------- | - | - | - | - | -- | -- | --- | -- |
| 1   | Galles      | 4 | 3 | 0 | 1 | 48 | 28 | +20 | 6  |
| 2   | Francia     | 4 | 3 | 0 | 1 | 47 | 28 | +19 | 6  |
| 3   | Scozia      | 4 | 2 | 0 | 2 | 32 | 35 | −3  | 4  |
| 4   | Inghilterra | 4 | 1 | 1 | 2 | 24 | 31 | −7  | 3  |
| 5   | Irlanda     | 4 | 0 | 1 | 3 | 15 | 44 | −29 | 1  |